# Episodi de La casa del guardaboschi (tredicesima stagione)
La tredicesima stagione della serie televisiva La casa del guardaboschi è in onda dal 3 gennaio 2003 al 18 aprile 2003 sul canale ZDF.
| nº | Titolo originale     | Titolo italiano | Prima TV Germania | Prima TV in italiano |
| -- | -------------------- | --------------- | ----------------- | -------------------- |
| 1  | Über den Wolken      |                 | 3 gennaio 2003    |                      |
| 2  | Feuerbrand           |                 | 10 gennaio 2003   |                      |
| 3  | Verdacht             |                 | 17 gennaio 2003   |                      |
| 4  | Vertrauen            |                 | 24 gennaio 2003   |                      |
| 5  | Schuldgefühle        |                 | 31 gennaio 2003   |                      |
| 6  | Hausmittel           |                 | 7 febbraio 2003   |                      |
| 7  | Standortbestimmung   |                 | 21 febbraio 2003  |                      |
| 8  | Wettbewerb           |                 | 7 marzo 2003      |                      |
| 9  | Unter Verdacht       |                 | 14 marzo 2003     |                      |
| 10 | Flüssiges Gold       |                 | 28 marzo 2003     |                      |
| 11 | Neubeginn            |                 | 4 aprile 2003     |                      |
| 12 | Fuchsjagd            |                 | 11 aprile 2003    |                      |
| 13 | Gefährlicher Ausflug |                 | 18 aprile 2003    |                      |